# 石原明広
石原 明広（いしはら あきひろ）は、日本のゲームクリエイター。現在はコナミデジタルエンタテインメント所属。『GUILTY GEARシリーズ』で知られる、アークシステムワークスの元社員。
『GUILTY GEAR XX』ではブリジットの操るロジャー（熊のぬいぐるみ）の声を演じていた。

## 概要
信条は「予想は裏切り期待は裏切らない」。
下記クレジットに記載されている事から、アークシステムワークスからセガへ、そして現在コナミに在籍していると推測される。
- シェンムー2（セガ）
- Teenage Mutant Ninja Turtles（『TMNT』）シリーズ（コナミ）
- Elebits（コナミ）
- ラブプラス・ラブプラス+（コナミ）

アークシステムワークス時代は、グラフィックデザイナー、ディレクターを担当。しかし、『GUILTY GEAR XX ACCENT CORE』からロジャー役の声優が井口屋タクミに替わった点から、石原も既に退社している。
『Elebits』では、日本ゲーム大賞フューチャー部門等、数多くの賞を受賞。また2009年9月リリースの『ラブプラス』とその強化版『ラブプラス+』は社会現象となり、財団法人デジタルコンテンツ協会主催第25回デジタルコンテンツグランプリで優秀賞を受賞した。

## 主な関連作品
- グラップラー刃牙（アークシステムワークス、PS2）
- GUILTY GEAR X Plus（アークシステムワークス、PS2）
- GUILTY GEAR XX（アークシステムワークス、AC/PS2、声優：ロジャー役）
- ギルティギアデスクトップアクセサリー（アークシステムワークス、PC）
- シェンムー2（セガ、DC）
- TMNTシリーズ（コナミ、PS2/Xbox/GC/PC）
- Elebits（コナミ、Wii、ディレクター）
- ラブプラス・ラブプラス+（コナミ、DS、ディレクター）
- NEWラブプラス（コナミ、3DS、プロデューサー）
- クイズマジックアカデミー(暁の鐘以降)（コナミ、アーケードゲーム、プロデューサー）
- シャインポスト Be Your アイドル!(コナミ、Nintendo Switch 2、プロデューサー)